# Quentin Johnston
Quentin Johnston (* 6. September 2001 in Temple, Texas) ist ein US-amerikanischer American-Football-Spieler auf der Position des Wide Receivers. Er spielte College Football für die TCU Horned Frogs der Texas Christian University und wurde im NFL Draft 2023 in der ersten Runde von den Los Angeles Chargers ausgewählt.

## Frühe Jahre
Johnston wuchs in Temple, Texas auf und besuchte dort die Temple High School, an der er in der Football-, Basketball- und Leichtathletikmannschaft der Schule aktiv war. In der Footballmannschaft galt er als einer der besten Wide Receiver aus Texas seines Jahrgangs. Daher erhielt er eine Vielzahl an Stipendienangeboten, um College Football spielen zu können. Zunächst entschied er sich, ein Stipendium der Texas Longhorns von der University of Texas anzunehmen, änderte seine Meinung jedoch unter anderem nach der Entlassung von Drew Mehringer als Trainer der Wide Receiver und nahm ein Stipendienangebot der TCU Horned Frogs der Texas Christian University aus Fort Worth, Texas an. Dort war er bereits in seinem Freshman-Jahr wichtiger Bestandteil der Footballmannschaft und konnte den Ball für 487 Yards und zwei Touchdowns fangen. In den folgenden zwei Saisons konnte er sich als einer der besten Wide Receiver im College Football etablieren. Insgesamt gelangen ihm in den drei Saisons 108 Passfänge für 2024 Yards und 13 Touchdowns. Daneben konnte er noch mit dem Ball für zwei weitere Touchdowns laufen. Aufgrund seiner guten Leistungen wurde er sowohl 2021 als auch 2022 ins First-Team All-Big 12 gewählt. In der Regulären Saison 2022 blieb Johnston mit seiner Mannschaft ungeschlagen, wodurch sie sich für das Finale der Big 12 Conference sowie den Fiesta Bowl, der das Halbfinale des College Football Playoff National Championship Games ist, qualifizieren. Dort besiegten sie mit 51:45 die University of Michigan, wodurch sie sich für das College Football Playoff National Championship Game gegen die University of Georgia qualifizierten. In diesem Spiel war Johnston Starter, konnte aber nur einen Pass für drei Yards fangen. Die Horned Frogs unterlagen den Bulldogs mit 7:65. Auch das Finale der Big 12 Conference verloren sie gegen die Kansas State University mit 28:31 nach Overtime.

## NFL
Im NFL Draft 2023 wurde Johnston an 21. Stelle von den Los Angeles Chargers ausgewählt. Dort war er zu Saisonbeginn jedoch nur Backup hinter den angestammten Wide Receivern Keenan Allen, Mike Williams und Joshua Palmer. Dennoch kam er auch zu Saisonbeginn schon zu Einsätzen. So debütierte er direkt am 1. Spieltag der Saison 2023 bei der 34:36-Niederlage gegen die Miami Dolphins, bei der er insgesamt zwei Pässe für neun Yards Raumgewinn fangen konnte. Am 4. Spieltag war er beim 24:17-Sieg gegen die Las Vegas Raiders auch erstmals Starter der Chargers, konnte allerdings nur einen Pass für 18 Yards fangen. Bei der 38:41-Niederlage gegen die Detroit Lions am 10. Spieltag fing Johnston schließlich seinen ersten Touchdownpass von Quarterback Justin Herbert. In der Folge etablierte sich Johnston auch zunehmend als Starter in der Offense der Chargers, wobei er dabei auch von Verletzungen der anderen Receiver profitierte. Bei der 7:24-Niederlage gegen die Denver Broncos am 14. Spieltag konnte er insgesamt 3 Pässe für 91 Yards fangen, seine Saisonbestleistung. Eine Woche später fing er bei der 21:63-Niederlage gegen die Las Vegas Raiders schließlich seinen zweiten Touchdown nach Pass von Easton Stick. Insgesamt beendete er seine Rookie-Saison mit 38 Passfängen für 431 Yards und zwei Touchdowns.

## Karrierestatistiken
| 2023                               | Chargers         | 17 | 10 | 38 | 431  | 11,3 | 57 | 2  | 3 | 9  | 3,0 | 6 | 0 | 0 | 0 | 2  |
| 2024                               | Chargers         | 15 | 11 | 55 | 711  | 12,9 | 66 | 8  | 3 | 6  | 2,0 | 4 | 0 | 0 | 0 | 2  |
| Gesamte Karriere                   | Gesamte Karriere | 32 | 21 | 93 | 1142 | 12,3 | 66 | 10 | 6 | 15 | 2,5 | 6 | 0 | 0 | 0 | 10 |
| Quelle: pro-football-reference.com |                  |    |    |    |      |      |    |    |   |    |     |   |   |   |   |    |